# ЦСК ВВС в сезоне 1992
В первом Чемпионате России (сезон 1992 года) ЦСК ВВС (Самара) стал вице-чемпионом России по футболу среди женских команд (это первый значимый трофей клуба с 1988 года). Учитывая, что предсезонные сборы команды были сорваны переездом из Алма-Аты в Тольятти (в связи с распадом СССР), то серебряные медали для «ЦСК ВВС» сопоставимы с чемпионством.
К титулу команду привел тренерский дуэт: Александра Соловьёва и Виталия Шашкова.
В список 33 лучших футболисток по итогам сезона были включены три футболистки «ЦСК ВВС»: Марина Коломиец (левый защитник, № 3), Татьяна Егорова (центральный полузащитник, № 2) и Лариса Савина (правый нападающий, № 2).

Игроки ЦСК ВВС вызывавшиеся в 1992 году в сборную России: Татьяна Егорова, Марина Мамаева и Лариса Савина. 

## Сезон 1992
Первый матч чемпионата России футболистки «ЦСК ВВС» провели 2 мая 1992 года на Центральном стадионе города Чебоксары с «Волжанкой» и победили со счетом 1:0. Первый гол ЦСК ВВС в чемпионате на счету Сауле Джарболовой. Состав команды в первом матче: Подойницына, Светлицкая, Мамаева ( 52' Егорова), Купешова, Смолякова, Коломиец, Джарболова, Нсанбаева ( 80' Коханная), Дорошева ( 41' Гогуля), Бурковецкая, Савина.
Первый домашний матч ЦСК ВВС провели 6 мая 1992 года в Тольятти на стадионе «Искра» с командой «СиМ-Россия» (Москва) и победили со счетом 3:2. Мячи забили Лариса Савина-2, Александра Светлицкая.
Первый в чемпионатах России и ЦСК ВВС «пента-трик» зафиксирован 1 июля 1992 года в Люберцах (Московская область). Лариса Савина забила «Снежане» 5 мячей (счет игры — 6:0 в пользу «ЦСК ВВС»).
Первый приз большого футбола из игроков ЦСК ВВС получила Лариса Савина — «Стреляющий каблучок», с 1992 года, для лучшего бомбардира чемпионата России.
| Место | Игр | В  | Н | П | РМ        | О  | Кубок России | Бомбардир        |
| ----- | --- | -- | - | - | --------- | -- | ------------ | ---------------- |
|       | 28  | 18 | 6 | 4 | 44-16=+28 | 42 | 1/16 финала  | 23 Лариса Савина |

Мячи «ЦСК ВВС» в сезоне забивали:
- -23 Лариса Савина
- -8 Татьяна Егорова
- -6 Александра Светлицкая
- -2 Разия Нуркенова
- Ольга Бурковецкая[4]
- Сауле Джарболова
- Марина Коломиец
- Ольга Кузнецова
- Марина Мамаева

Первый автогол «ЦСК ВВС» случился в исполнении Натальи Смоляковой.
Серебряные медали также получили Лада Гаврилина, Оксана Решетникова и Лариса Сухан.